# رود بيك
رود بيك (بالإنجليزية: Rod Beck) هو لاعب كرة قاعدة أمريكي، ولد في 3 أغسطس 1968 في بربانك في الولايات المتحدة، وتوفي في 23 يونيو 2007 في فينيكس في الولايات المتحدة.

## وصلات خارجية
- رود بيك على موقع دوري كرة القاعدة الرئيسي (الإنجليزية)
- رود بيك على موقعبيزبول رفرنس.كوم (الدوري الرئيسي) (الإنجليزية)
- رود بيك على موقعبيزبول رفرنس.كوم (الدوري الثانوي) (الإنجليزية)
- رود بيك على موقع إي إس بي إن.كوم (أم.أل.بي) (الإنجليزية)
- رود بيك على موقع مشجعي الرسوم البيانية (الإنجليزية)
- رود بيك على موقع إن إن دي بي (الإنجليزية)